# Панчаят (Индия)
Панчаят (дев. पंचायत — пятёрка) — орган местного самоуправления в Индии.

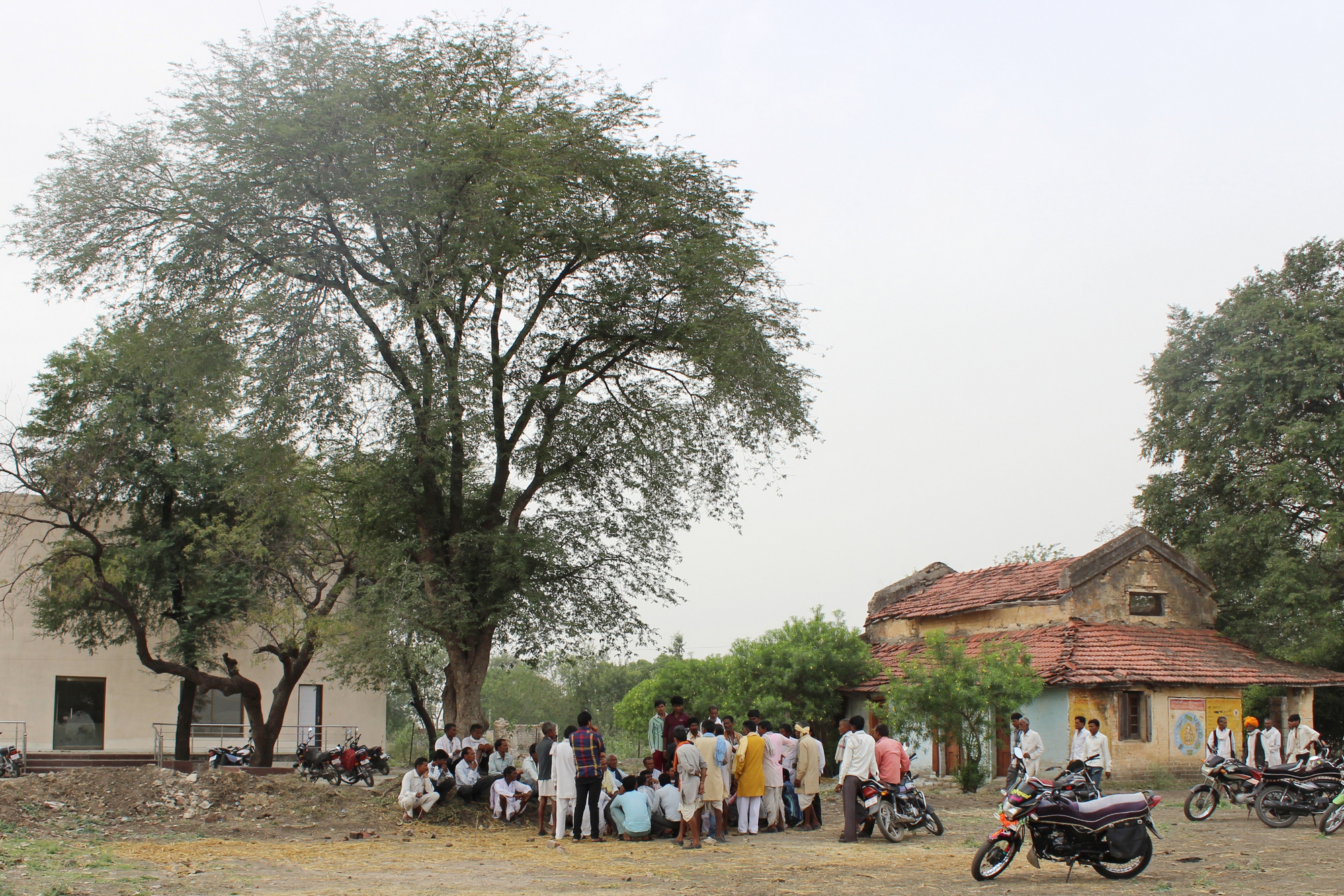
Заседание панчаята в штате Мадхья-Прадеш

Традиционный панчаят являлся советом, состоящим из старейшин (не обязательно из пяти) и стоявшим во главе касты в целом или кастовой группы в определённой местности, деревне и т. п.  
Панчаят разбирал конфликты между членами касты, налагал наказания за нарушение кастовых правил. У земледельческих каст панчаят иногда выполнял также функции местного самоуправления в квартале, деревне, группе деревень, округе, занимаясь вопросами регулирования землевладения, орошения, раскладки налога, а также разрешением споров между членами разных каст. 
В современной Индии панчаятами называются также органы местного самоуправления на уровне деревни и блока, то есть объединения деревень, которые были созданы рядом законов после 1947 г. (основные законы были приняты в 1959 г.). Они избираются на 5 лет прямым тайным голосованием всеми жителями, при этом гарантированные места предоставляются членам списочных (неприкасаемых) каст и женщинам. 
Панчаяты занимаются ремонтом дорог, мостов, вопросами санитарии, охраной поселений и полей, способствуют развитию здравоохранения и образования. Судебный орган панчаята блока (адолят панчаят) рассматривает дела о мелких правонарушениях и спорах. 
Три ступени самоуправления (на уровне деревни, блока и округа), по мысли законодателей, должны составлять единую систему (панчаяти радж).